# Seth Rider
Seth Rider (født 1997) er en amerikansk triatlet.
Han repræsenterede USA ved sommer-OL 2024 i Paris, hvor han vandt sølv i mixed stafet sammen med Morgan Pearson, Taylor Spivey og Taylor Knibb.